# Tant Strul
I Tant Strul erano un gruppo musicale svedese attivo nella prima metà degli anni '80 e composto da Kajsa Grytt, Malena Jönsson, Liten Falkeholm, Nike Markelius e Sebastian Öberg.

## Storia
Il gruppo è stato formato nel 1979 da Kärsti Stiege, Liten Falkeholm, Kajsa Grytt, Malena Jönsson, Micke Westerlund e Göran Larsson. Kajsa Grytt era stata in precedenza nella formazione dei Pink Champagne quando ancora suonavano con il nome originale, Kasern 9. Stiege ha lasciato il gruppo nel 1981, dopo che questo aveva pubblicato due singoli.
L'album di debutto eponimo dei Tant Strul è uscito nel 1982 ed è entrato alla 40ª posizione nella classifica svedese. Poco dopo, il batterista Westerlund è stato rimpiazzato da Nike Markelius. In seguito al secondo album Amason, che ha regalato al gruppo il suo miglior piazzamento nella classifica nazionale raggiungendo il 20º posto, è entrato nella formazione il chitarrista e violoncellista Sebastian Öberg.
Nel 1984 è uscito il terzo e ultimo album dei Tant Strul, Jag önskar dig, che ha debuttato al 47º posto in classifica in Svezia. L'anno successivo hanno dato il loro concerto di addio al Roskilde Festival. Kajsa Grytt e Malena Jönsson hanno continuato a esibirsi come duo con il nome di Kajsa & Malena; Kajsa avrà anche una fortunata carriera come cantante solista. Pur non avendo più pubblicato musica, i Tant Strul si sono riuniti varie volte fra il 2004 e il 2012, prendendo parte a vari festival musicali e realizzando tournée.

## Formazione
Principale
- Kajsa Grytt – voce, chitarra (1979–85)
- Malena Jönsson – tastiera (1979–85)
- Liten Falkeholm – basso (1980–85)
- Nike Markelius (Nike Nojja) – batteria (1982–85)
- Sebastian Öberg – violoncello, chitarra (1985–85)

Altri musicisti
- Kärsti Stiege – voce (1979–81)
- Mikael Westerlund – batteria (1979–82)
- Joakim Thåström – organo (1979)
- Göran Larsson – chitarra (1979)

## Discografia

### Album in studio
- 1982 – Tant Strul
- 1983 – Amason
- 1984 – Jag önskar dig

### Raccolte
- 1988 – 1982-1985
- 2009 – Klassiker

### Singoli
- 1980 – Pappas tant
- 1981 – Alice Underbar
- 1982 – Jagad
- 1983 – Romeo & Diskerskan
- 1984 – Svarta diamant
- 1985 – Kom hit in